# Henstad
Henstad är en stadsdel i nordvästra Karlstad. Området består till största del av villor och avgränsas i väster av riksväg 61, i norr av I2-skogen och i direkt anslutning i öster ligger Hultsberg. Vid årsskiftet 2014/2015 hade Henstad tillsammans med Hultsberg 2 044 invånare som hade en medelålder på 41,9 år. Dessa bor utspridda på totalt 747 bostäder. Villaområdet Henstad byggdes tillsammans med Gustavsberg, Hagalund, och Hultsberg på 1970- och 80-talet. I området finns en förskola och närmaste grundskola är Hultsbergsskolan, men det finns inga butiker eller mataffärer att tillgå.. 
Omkring bebyggelsen på området blandas skogsdungar med öppna gräsytor, samt ett inhägnat grönområde som har använts som fårhage åt omkring 30 djur på sommaren.. I stadsdelen finns flera olika idrottsplatser med olika underlag (grus, asfalt, gräs) för fotboll, tennis med mera. På vintern spolas flertalet isplaner på området av lokala invånare. På området finns även fyra kommunala lekplatser.

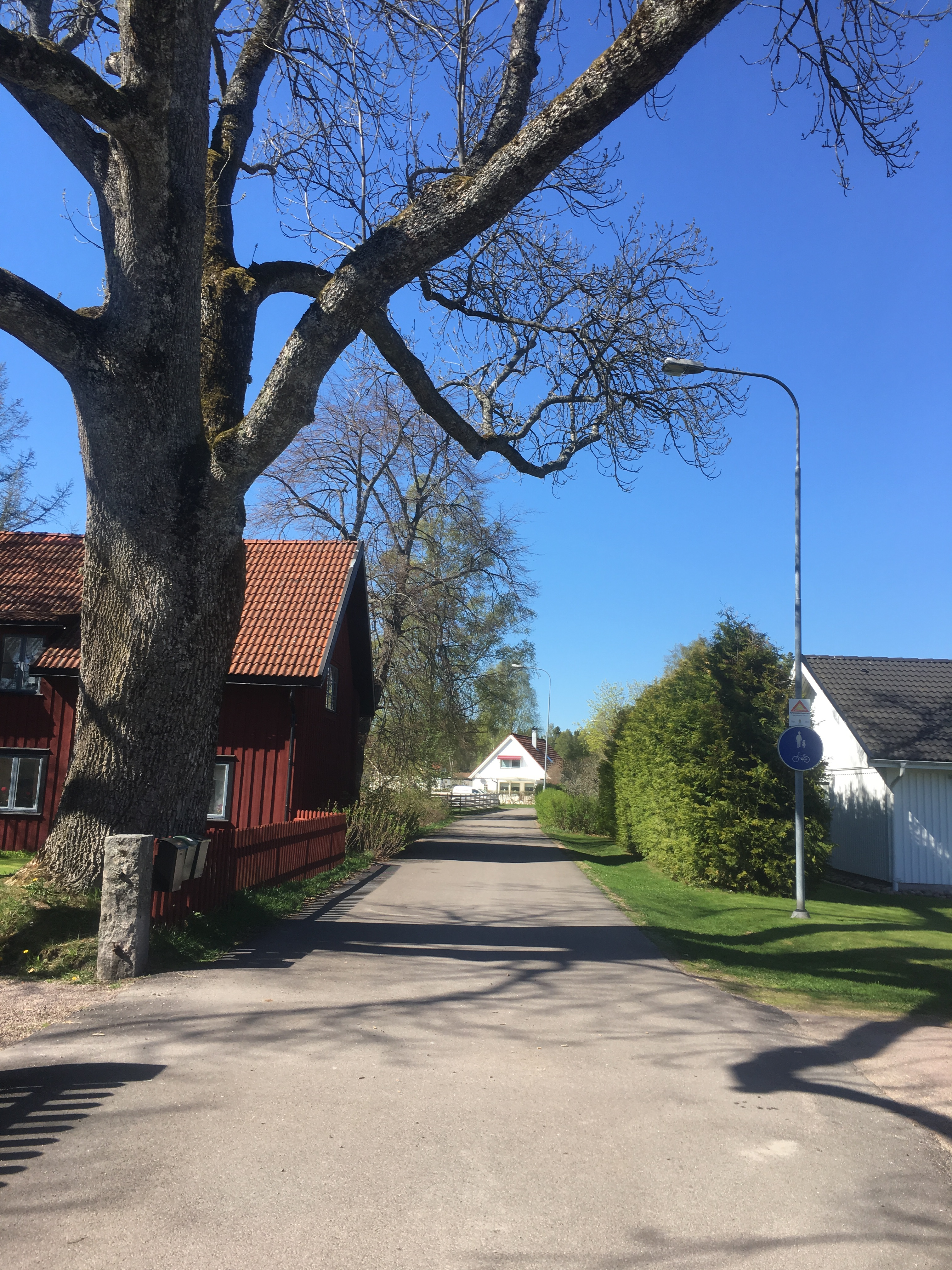
Henstapromenaden med Henstad gård på vänster sida

Henstad knyts samman med övriga delar av staden genom busslinje nummer 5 som går från Henstad till Vammelsvägen i Alster via Hultsberg och Västerstrand.. Området förbinds även med en gång- och cykelväg som kallas Henstapromenaden och denna leder igenom Henstad i riktning mot Hultsbergsskolan. Trafiken i stadsdelen regleras i övrigt av Högerregeln och man är skyldig att släppa före fordon som närmar sig från höger i gatukorsningar . 

## Socioekonomi
All statistik gäller området Hultsberg-Henstad sammanslaget. I området har 9,2 procent av populationen utländsk bakgrund varav 7,5 procent är födda utomlands (2015). Villaområdet hade Karlstads lägsta andel av familjer med socialbidrag år 2013 med låga 0,5 (rikssnitt=4,3). 
Det ekonomiska välståndet i stadsdelen framgår även av förvärvsinkomsten där området ligger på topp 5 av de stadsdelar i staden med högst medianinkomst (2014). Området har också betydligt lägre arbetslöshet och högre antal ägda bilar per person än snittet, samt högst andel (99,3%) äganderätter i hela Karlstad.

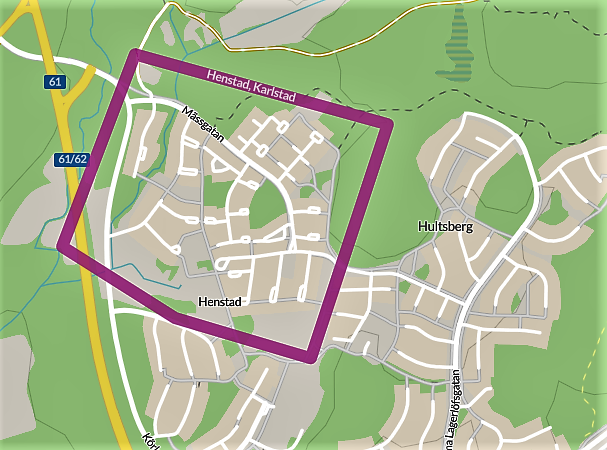
Gränsdragning Henstad

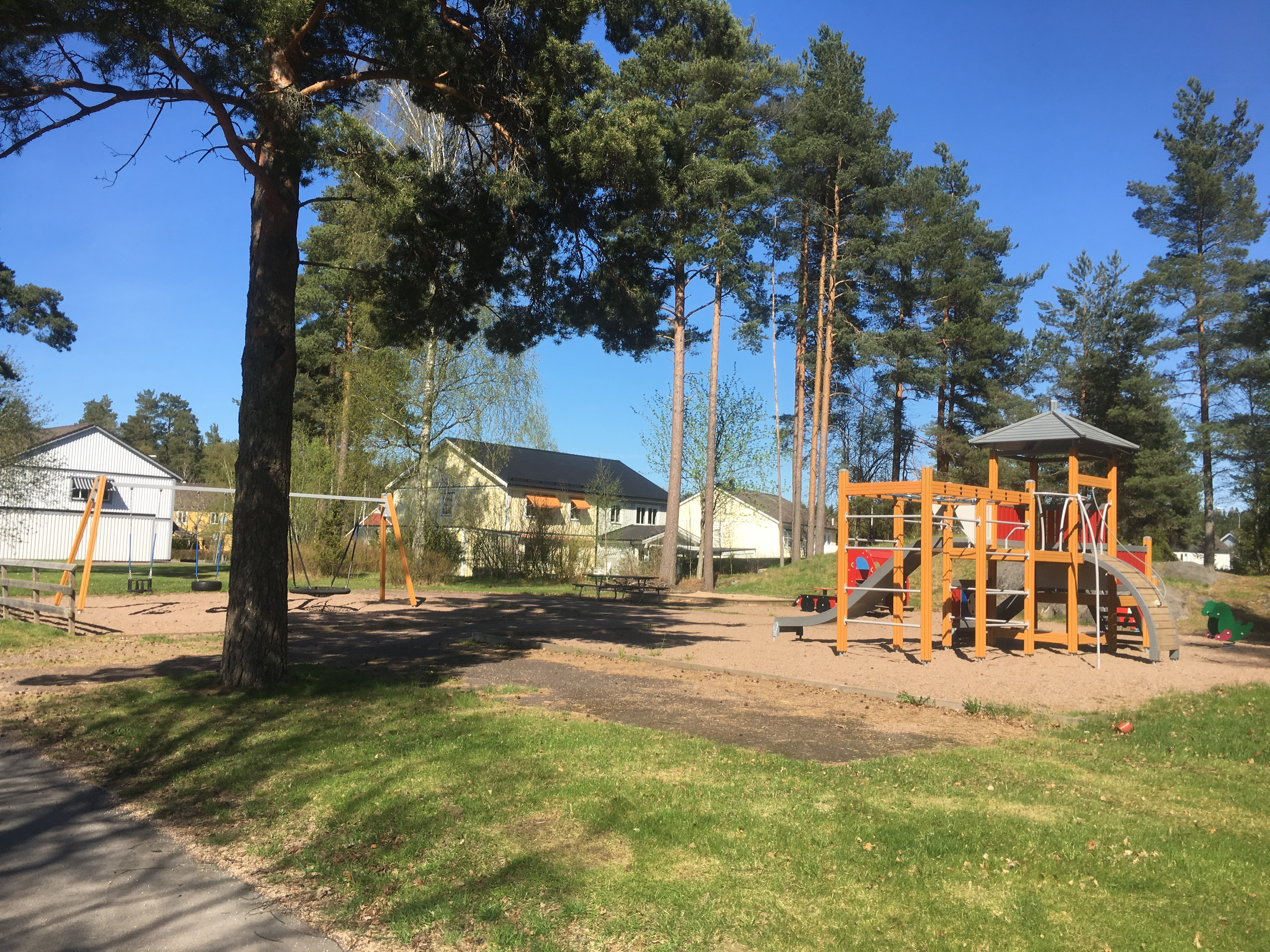
En av flera lekplatser på området